# سرویتوت (استان اوپوله)
سرویتوت (به لهستانی:  Serwitut) یک روستا در لهستان است که در گمینا ستژلچکی واقع شده‌است.